# Mangouste rayée
Mungos mungo
Espèce
Statut de conservation UICN

 LC  : Préoccupation mineure
Répartition géographique
La Mangouste rayée (Mungos mungo) est une mangouste répandue en Afrique centrale et Afrique de l'est, et un peu moins de l'ouest. On parle aussi de Mangue rayée, en référence à son nom de genre. 

## Mode de vie[1]

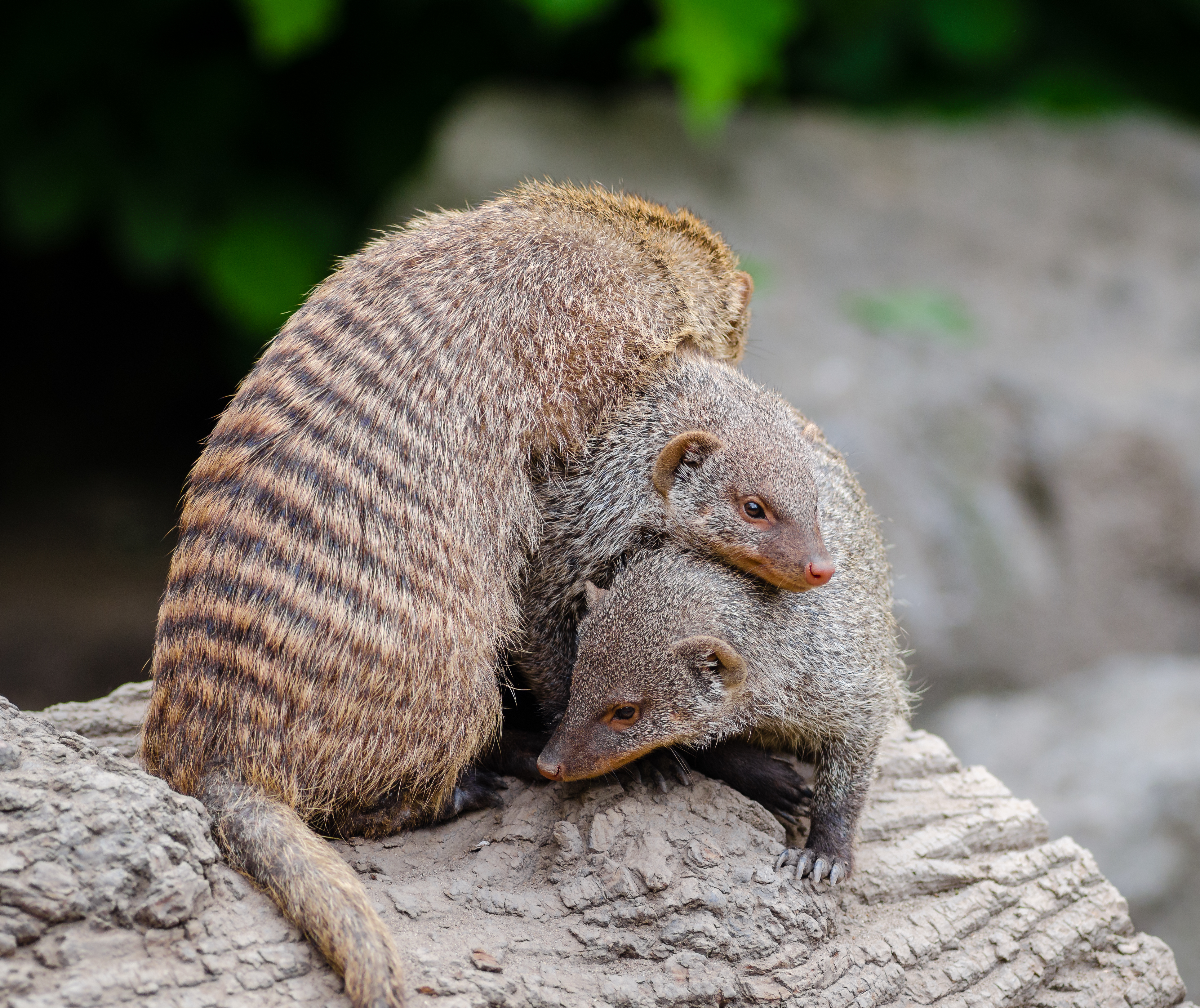
Mangoustes rayées.

Elle vit en troupe de 40 individus au plus qui se divisent en petits groupes de 15 à 20 membres en moyenne. C’est un animal exclusivement diurne. Il se cache généralement dans son terrier, mais peut grimper dans les arbres en cas de danger.
La mangouste boit peu. Ses proies lui amènent généralement l'eau nécessaire.
Elle mange des scorpions, des chenilles, des insectes comme les bousiers, ou encore les termites. Elle consomme plus rarement de petits vertébrés.

## Description[1]
Toutes les espèces de cette famille ont une petite tête au museau pointu avec de longues moustaches, un corps mince, une longue queue se terminant en pointe. Les pattes très courtes possèdent cinq doigts avec des griffes non rétractables.
La longueur de son corps, tête comprise, est de 30 à 45 cm, à laquelle il faut rajouter une queue de 15 à 30 cm, pour un poids entre 1,5 et 2,5 kg. Elle est trapue, avec un pelage rêche, des pattes courtes et musclées, terminées de fortes griffes. Le corps et notamment sa partie postérieure sont nettement rayés. Elle serait plus grande et plus sombre dans les populations vivant en milieu humide.

## Répartition et habitat[1]
L'espèce est largement répandue en Afrique centrale et Afrique de l'est, un peu moins de l'ouest, en évitant assez les pays côtiers du Golfe de Guinée et une partie du bassin du Congo. Elle apprécie les mosaïques de forêts/terres cultivées, la brousse aride à Acacia sp. et les zones herbeuses rases. Elle est souvent associée aux zones avec de fortes concentrations de termitières, le lien étant bien sûr de nature alimentaire.

## Liste des sous-espèces
Selon MSW :
- sous-espèce Mungos mungo adailensis
- sous-espèce Mungos mungo bororensis
- sous-espèce Mungos mungo caurinus
- sous-espèce Mungos mungo colonus
- sous-espèce Mungos mungo grisonax
- sous-espèce Mungos mungo mandjarum
- sous-espèce Mungos mungo marcrurus
- sous-espèce Mungos mungo mungo
- sous-espèce Mungos mungo ngamiensis
- sous-espèce Mungos mungo pallidipes
- sous-espèce Mungos mungo rossi
- sous-espèce Mungos mungo senescens
- sous-espèce Mungos mungo somalicus
- sous-espèce Mungos mungo talboti
- sous-espèce Mungos mungo zebra
- sous-espèce Mungos mungo zebroides